# Homoneura suspensa
Homoneura suspensa är en tvåvingeart som beskrevs av Malloch 1940. Homoneura suspensa ingår i släktet Homoneura och familjen lövflugor. Inga underarter finns listade i Catalogue of Life.